# Marias dag
|  | Denne artikel er oprettet af botten PalnaBot ud fra en ekstern database. Den kan derfor have sproglige fejl eller mangler. Denne skabelon kan fjernes efter kontrol af indholdet. |

Marias dag er en film instrueret af Kristian Paludan.

## Handling
Guinea-Bissau - en dag i Marias liv.